# Anagyrus bellator
Anagyrus bellator är en stekelart som först beskrevs av De Santis 1972.  Anagyrus bellator ingår i släktet Anagyrus och familjen sköldlussteklar. Inga underarter finns listade i Catalogue of Life.